# 나고르노카라바흐

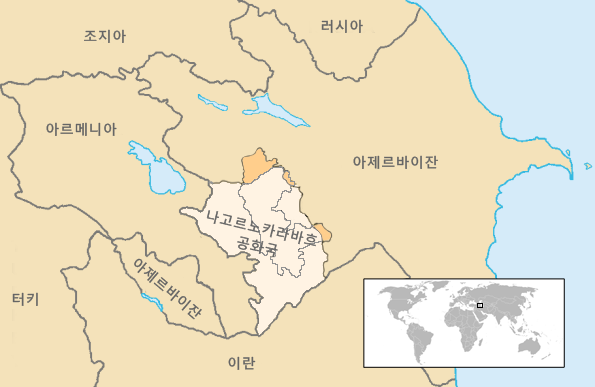
아르메니아 군은 나고르노카라바흐 뿐만 아니라 그 주변지역까지 아제르바이잔 영토의 약 10분의 1을 점령중이었다.

나고르노카라바흐(영어: Nagorno-Karabakh, 아제르바이잔어: Dağlıq Qarabağ [dɑɣˈlɯɣ ɡɑˈɾɑbɑɣ] 다글르그 가라바그, 아르메니아어: Լեռնային Ղարաբաղ [lɛrnɑˈjin ʁɑɾɑˈbɑʁ] 레르나인 가라바그, 러시아어: Наго́рный Караба́х 나고르니 카라바흐[*], 문화어: 나고르노-까라바흐)는 남캅카스의 한 지방이다.
1991년 12월 10일, 이 곳의 아르메니아인들이 나고르노카라바흐와 고란보이구 남부의 샤후먄 지역에서 "나고르노카라바흐 공화국"(NKR)으로 독립을 선언하였다. 전쟁의 결과 나고르노카라바흐 공화국이 나고르노카라바흐 지역의 대부분과 아르메니아에 인접한 아제르바이잔의 일부 지역을 차지하였으나, 나고르노카라바흐의 일부분은 아직도 아제르바이잔이 실효 지배하고 있어서 NKR 측은 나머지 나고르노카라바흐 지역에 대해서도 주권을 주장하고 있다. 반대로 아제르바이잔은 오히려 아르차흐 공화국이 실효 지배하고 있는 모든 영역에 대한 주권을 주장하고 있다. 아르메니아인들은 NKR이 차지한 지역이 옛 아르메니아 왕국의 주인 아르차흐 주의 영역과 겹쳐 NKR이 차지한 지역을 아르차흐로 부르기 시작했고, 2017년에 아르차흐 공화국으로 공식 명칭을 공식적으로 바꾸었다.
한편 아르차흐 공화국측은 아제르바이잔으로부터 점령한 다른 지역을 샤후먄주에 편입시켜 통치하였었다.

## 같이 보기
- 구소련 국가